# Ameiva corax
Ameiva corax är en ödleart som beskrevs av  Censky och PAULSON 1992. Ameiva corax ingår i släktet Ameiva och familjen tejuödlor. IUCN kategoriserar arten globalt som sårbar. Inga underarter finns listade i Catalogue of Life. Det är en endemisk art som finns på den södra kusten av Scrub Island; Anguilla i Små Antillerna, ett av Storbritanniens utomeuropeiska territorier. Arten kallas också för Censkys ameiva efter dess upptäckare E. J. Censky som dokumenterade arten tillsammans med D. R. Paulson 1992.